# Ferreira (Andalúzia)
Ferreira egy község Spanyolországban, Granada tartományban. Ferreira Aldeire, La Calahorra, Huéneja, Dólar, Bayárcal, Nevada és Valle del Zalabí községekkel határos. Lakosainak száma 303 fő (2024).

## Népesség
A település népessége az elmúlt években az alábbi módon változott:
| Lakosok száma | 354  | 333  | 324  | 342  | 343  | 326  | 303  | 299  | 293  | 303  |
|               | 2001 | 2004 | 2006 | 2009 | 2011 | 2014 | 2016 | 2019 | 2021 | 2024 |